# Купьеватое
Купьеватое (укр. Куп'євате) — село,
Купьеватовский сельский совет,
Глобинский район,
Полтавская область,
Украина.
Код КОАТУУ — 5320684901. Население по переписи 2001 года составляло 422 человека.
Является административным центром Купьеватовского сельского совета, в который, кроме того, входят сёла
Демидовка,
Лукашовка,
Майдановка и
Маниловское.

## Географическое положение
Село Купьеватое находится в 3,5 км от правого берега реки Хорол,
На расстоянии в 1 км расположены сёла Лукашовка и Демидовка.
В селе большое озеро.

## История
- Село указано на специальной карте Западной части России Шуберта 1826-1840 годов как  Купьевата.[2]
- Конец XIX века — основан хутор Купьеватое.
- 1922 — дата основания села Купьеватое.

## Экономика
- ФХ им.Шевченка.
- ФХ "Обрий".
- ФХ "Зоря".

## Объекты социальной сферы
- Школа І—ІІ ст.